# Сунь Давэнь
Сунь Давэ́нь (англ. Da-Wen Sun, кит. упр. 孙大文, пиньинь Sūn Dàwén), известный как Да-Вен Сун, профессор пищевых технологий и биотехнологий в Университетском колледже Дублина Национального университета Ирландии.

## Биография
Уроженец Южного Китая, профессор Да-Вен Сун известен как мировой эксперт по исследованиям и образованию в области пищевых технологий. Основные направления его научных исследований включают охлаждение, сушку, холодильные процессы и системы, качество и безопасность пищевых продуктов, моделирование и оптимизацию биопроцессов, а также системам компьютерного видения. В особенности известны его инновационные исследования по вакуумному охлаждению приготовленного мяса, инспекции качества пиццы с помощью системы компьютерного видения, и съедобными упаковками для длительного хранения фруктов и овощей, которые были широко представлены в национальных и международных средствах информации. Результаты его работ представлены в более чем 180 журнальных статьях и более чем 200 сообщениях на конференциях.
Перед работой в различных университетах Европы он получил первоклассное образование в Китае, включая диплом бакалавра с отличием и магистра технических наук и защиту докторской диссертации в области пищевых технологий. Он стал первым китайцем, принятым на постоянную работу в Ирландский Университет на должность лектора колледжа национального университета Ирландии, Дублин (Университетский колледж Дублина) в 1995 году, где вскоре стал старшим лектором, доцентом и профессором. В настоящее время доктор Сун является полным профессором в области пищевых технологий и биотехнологий, а также директором исследовательского центра по охлаждению пищевых продуктов и компьютерным пищевым технологиям в университетском колледже Дублина.
Как ведущий педагог в области пищевых технологий, профессор Сун внес значительный вклад в эту область. Он подготовил много докторов наук, которые внесли свой вклад в развитие промышленности и образования. Он не раз выступал с лекциями по современным пищевым технологиям и с программными докладами на международных конференциях. Как признанный авторитет в пищевых технологий, он получил звание профессора в десяти высших университетах Китая, включая университет Чжэцзяна, университет Шанхая, Харбинский институт технологий, Китайский сельскохозяйственный университет, Южнокитайский университет технологий, Яньнаньский университет и т. д. Учитывая его существенный вклад в разработку пищевых технологий во всем мире и его выдающееся лидерство в этой области, Международная комиссия по сельскохозяйственным технологиям (CIGR) предоставила его к награждению в 2000 и снова в 2006, в 2004 Институт инженеров по механизации (IMechE) признал его «Инженером года по пищевым технологиям», а в 2008 он получил награду CIGR за выдающиеся достижения как один из лучших ученых в области сельскохозяйственных наук в мире.
Он является членом Института сельскохозяйственных инженеров. Он также получил многочисленные вознаграждения за научно-исследовательскую и образовательную работу, и дважды получал награды за лучшие научные исследования от Президента университетского колледжа Дублина. Он является членом Исполнительного Комитета и почётным вице-президентом Международной Комиссии по Сельскохозяйственным Технологиям (CIGR), главным редактором международного журнала Пищевые технологии и биотехнологии (Springer), редактором журнала Современные пищевые технологии, ряда изданий (CRC Пресс/Taylor & Фрэнсис), прежним редактором Журнала пищевых технологий (Elsevier), членом редакционного совета Журнала пищевых технологий (Elsevier), Журнала Пищевых Процессов и Технологий (Blackwell), международного журнала Датчики и приборы контроля качества и пищевой безопасности (Springer) и чешского Журнала Пищевых Наук. Он является также дипломированным инженером, зарегистрированным в Совете Инженеров Великобритании.

## Почести и Награды
- 2008 Награда CIGR (Международная Комиссия по Сельскохозяйственным Технологиям)
- 2007 Награда AFST (Ассоциация Ученых и Технологов Пищевых Продуктов Индии)
- 2006 Награда CIGR (Международная Комиссия по Сельскохозяйственным Технологиям)
- 2004/2005 Награда Президента Университетского Колледжа Дублина
- 2004 Инженер Года по Пищевым Технологиям, Институт Инженеров Великобритании
- 2000- Кто есть Кто в Науке и Технологиях
- 2000 Награда CIGR (Международная Комиссия по Сельскохозяйственным Технологиям)
- 2000/2001 Награда Президента Университетского Колледжа Дублина
- 1999- Кто есть Кто в Мире